# Serie alternada
En matemáticas, una serie alternada es una serie infinita del tipo
{\displaystyle \sum _{n=0}^{\infty }(-1)^{n}\,a_{n}}
con an > 0. Una suma finita de este tipo es una suma alternada.

## Condiciones de convergencia
Una condición suficiente para que la serie alternada converja es que sea absolutamente convergente. Pero la misma no es una condición necesaria, ya que existen series que no la satisfacen y aun así son convergentes. Por ejemplo, la serie armónica
{\displaystyle \sum _{n=0}^{\infty }{\frac {1}{n+1}},}
diverge, mientras que su versión alternada
{\displaystyle \sum _{n=0}^{\infty }{\frac {(-1)^{n}}{n+1}}}
converge al logaritmo natural de 2.
Un test más amplio de convergencia de una serie alternada es el test de Leibniz: si la sucesión {\displaystyle a_{n}} es monótona decreciente y tiende a cero, entonces la serie 
{\displaystyle \sum _{n=0}^{\infty }(-1)^{n}\,a_{n}}
converge. 
Se puede utilizar la suma parcial
{\displaystyle s_{n}=\sum _{k=0}^{n}(-1)^{k}a_{k}}
para aproximar la suma de una serie alternada convergente. 
Si {\displaystyle a_{n}} es monótona decreciente y tiende a cero, entonces el error en esta aproximación resulta ser menor que {\displaystyle a_{n+1}}.

### Convergencia condicional
Una serie condicionalmente convergente es una serie infinita que converge, pero no converge absolutamente. El siguiente resultado anti intuitivo es verdadero: si la serie real
{\displaystyle \sum _{n=0}^{\infty }(-1)^{n}\,a_{n}}
converge condicionalmente, entonces para todo número real {\displaystyle \beta } existe un reordenamiento {\displaystyle \sigma } de la serie tal que 
{\displaystyle \sum _{n=0}^{\infty }(-1)^{\sigma (n)}\,a_{\sigma (n)}=\beta .}
Como un ejemplo de esto, consideremos la serie precedente para el logaritmo natural de 2:
{\displaystyle \ln 2=\sum _{n=0}^{\infty }{\frac {(-1)^{n}}{n+1}}=1-{\frac {1}{2}}+{\frac {1}{3}}-{\frac {1}{4}}+{\frac {1}{5}}-\cdots .}
Una forma posible de reordenar la serie es (los paréntesis en el primer renglón están únicamente para mejorar la comprensión):
{\displaystyle 1-{\frac {1}{2}}-{\frac {1}{4}}+\left({\frac {1}{3}}-{\frac {1}{6}}\right)-{\frac {1}{8}}+\left({\frac {1}{5}}-{\frac {1}{10}}\right)-{\frac {1}{12}}+\left({\frac {1}{7}}-{\frac {1}{14}}\right)-{\frac {1}{16}}+\cdots }
{\displaystyle ={\frac {1}{2}}-{\frac {1}{4}}+{\frac {1}{6}}-{\frac {1}{8}}+{\frac {1}{10}}-\cdots }
{\displaystyle ={\frac {1}{2}}\left(1-{\frac {1}{2}}+{\frac {1}{3}}-{\frac {1}{4}}+{\frac {1}{5}}-\cdots \right)}
{\displaystyle ={\frac {1}{2}}\,\ln 2.}
Una demostración de este postulado se basa en que el algoritmo voraz para σ es correcto.